# Юдейх, Иоганн Фридрих
Иоганн Фридрих Юдейх (нем. Johann Friedrich Judeich; 27 января 1828, Дрезден — 28 марта 1894, Тарандт) — немецкий лесовод.

## Биография
Иоганн Фридрих Юдейх получил образование в Тарандтской лесной академии. С 1849 года служил лесничим в Саксонии и Чехии, в 1866 году был назначен директором саксонской лесной академии в Тарандте.
Кроме многих работ в специальных журналах по лесоводству, Юдейх известен своим курсом лесоустройства (Die Forsteinrichtung, Дрезден, 1871; 5-е изд., 1893), в котором он является сторонником учения Пресслера о «чистом доходе».
Юдейху принадлежит переработка 7-го издания учебника Рацебурга Die Waldverderber und ihre Feinde (Б., 1876); 8-е издание того же сочинения он вместе с Генрихом Ниче издал под заглавием Lehrbuch der mitteleurop. Forstinsektenkunde (В., 1885—1895).
В 1868—1887 годах под редакцией Юдейха выходил Tharandter forstliches Jahrbuch (20 т., Дрезден).
С 1873 года (с 1882 года вместе с Бемом) Юдейх ежегодно выпускает два тома лесного и охотничьего календаря (Forst- und Jagdkalender).